# سادا تيوب
سادا تيوب (بالفرنسية: Sada Thioub)‏ (1 يونيو 1995 بنانتير في فرنسا - ) هو لاعب كرة قدم فرنسي في مركز الهجوم. لعب مع نادي نيس.

## وصلات خارجية
- سادا تيوب على موقع قاعدة بيانات كرة القدم.إي يو (الإنجليزية)
- سادا تيوب على موقع ناشيونال فوتبول تيمز (الإنجليزية)
- سادا تيوب على موقع Soccerway.com (الإنجليزية)
- سادا تيوب على موقع عالم كرة القدم.نت (الإنجليزية)
- سادا تيوب على موقع AS.com (الإسبانية)